# Nationale Jamboree
De Nationale Jamboree was een internationaal 10 dagen durend scoutingkamp georganiseerd door Scouting Nederland. Dit kamp voor scouts en explorers werd tussen 2000 en 2008 eens in de 4 jaar in Nederland gehouden. Nadat de editie van 2012 niet door ging heeft het even stilgelegen. Het was de bedoeling om in 2020 een nieuwe editie te organiseren. Echter vanwege de coronapandemie ging deze niet door.

## Geschiedenis

#### 2000
In 2000 werd de eerste nationale jamboree gehouden bij Biddinghuizen op dezelfde locatie waar in 1994 de Europese Jamboree en de Wereldjamboree van 1995 gehouden werden. Aan deze eerste editie namen 4.000 scouts uit 30 verschillende landen deel.

#### 2004
De tweede Nationale Jamboree werd gehouden op landgoed Velder in Boxtel waar Scouting Nederland een jaar eerder ook de Scout-In hield. 4.300 scouts uit 33 landen namen hieraan deel.

#### 2008
3.800 scouts uit 31 landen kwamen in 2008 opnieuw op landgoed Velder bijeen voor de 3e editie.

#### 2012
Ook voor 2012 stond een Nationale Jamboree gepland die wederom gehouden zou worden op landgoed Velder. Op 12 januari 2012 werd echter bekendgemaakt dat deze, wegens een tekort aan aanmeldingen, geen doorgang ging vinden.

#### 2020
In 2020 zou de Nationale Jamboree een comeback maken. Echter vanwege de coronapandemie ging deze niet door.

## Activiteiten
Tijdens de Nationale Jamboree kunnen deelnemers meedoen aan tal van activiteiten zoals  hikes, kanoën, klimmen, muziek, theater en mountainbiken.
Hiernaast is er ook altijd een internationaal buffet waarbij scouts uit de verschillende landen specialiteiten uit hun land bereiden en worden er in de avonden films vertoond of zijn er optredens en feestavonden.

## Overzicht van jamborees
| Nummer | Jaar | Aantal deelnemende landen | Aantal deelnemers | Plaats   | Thema                |
| ------ | ---- | ------------------------- | ----------------- | -------- | -------------------- |
| 1      | 2000 | 30                        | 4.000             | Dronten  | Absolutely Anders    |
| 2      | 2004 | 33                        | 4.300             | Boxtel   | More 2 explore       |
| 3      | 2008 | 31                        | 3.800             | Boxtel   | My future my fantasy |
| -      | 2012 | Afgelast                  | Afgelast          | Afgelast | Afgelast             |
| -      | 2020 | Afgelast                  | Afgelast          | Zeewolde | Afgelast             |